# Remigiusz Golda
Remigiusz Golda (ur. 31 sierpnia 1970 w Siemianowicach Śląskich) – polski piłkarz, występujący na pozycji napastnika.

## Życiorys
Junior Ogrodnika Cielmice i Gwarka Zabrze. Z Gwarkiem wygrał w 1988 roku Międzywojewódzką Ligę Juniorów Makroregionu Południowego. Seniorską karierę rozpoczynał w Górniku Knurów, skąd w 1990 roku przeszedł do Górnika Zabrze. W barwach zabrzańskiego klubu rozegrał 39 spotkań w I lidze. W 1991 roku wystąpił ponadto w Pucharze UEFA w przegranym dwumeczu z Hamburger SV (1:1, 0:3). W Górniku Zabrze grał do 1993 roku. Następnie był piłkarzem Victorii Jaworzno, GKS Tychy i Ogrodnika Cielmice.

## Statystyki ligowe
| Sezon     | Klub          | Liga   | Mecze | Gole |
| --------- | ------------- | ------ | ----- | ---- |
| 1990/1991 | Górnik Zabrze | I liga | 24    | 1    |
| 1991/1992 | Górnik Zabrze | I liga | 12    | 0    |
| 1992/1993 | Górnik Zabrze | I liga | 3     | 0    |